# Russisch-serbische Beziehungen

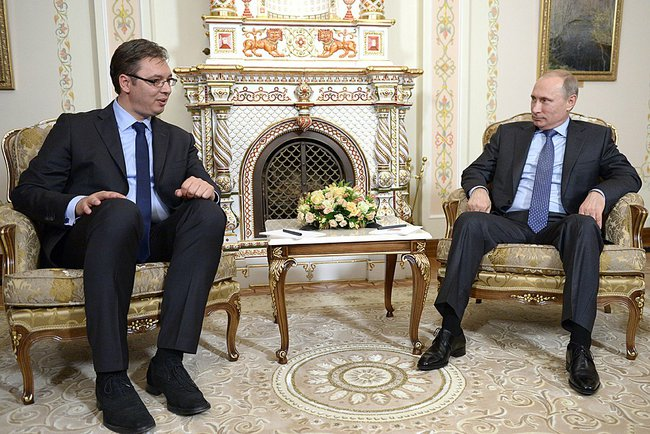
Aleksandar Vučić und Wladimir Putin in Moskau (2014)

Die Russisch-serbischen Beziehungen sind das bilaterale Verhältnis zwischen Russland und Serbien. Im Jahr 1816 nahmen die beiden Länder als Russisches Reich und Fürstentum Serbien offizielle diplomatische Beziehungen auf, wobei die kulturellen Kontakte beider Gesellschaften auf das Mittelalter zurückgehen. Serbien und Russland sind zwar geografisch keine Nachbarn, sind aber beide slawische und christlich-orthodoxe Länder und haben daher ein gemeinsames kulturelles Erbe. Ab dem 19. Jahrhundert war Russland die Schutzmacht der orthodoxen Serben auf dem Balkan und die enge Beziehung beider Länder spielte eine wichtige Rolle während der Russisch-Osmanischen Kriege und zu Beginn des Ersten Weltkriegs. Während des Zweiten Weltkriegs unterstützten die Sowjets die jugoslawischen Partisanen gegen die Achsenmächte. Nach dem Ende des Krieges kam es allerdings zur Distanzierung des sozialistischen Jugoslawiens von der Sowjetunion. Während des gesamten Kalten Krieges behielten die Jugoslawen ihre unabhängige Linie bei und gehörten der Bewegung der Blockfreien an. Nachdem in den 1990er Jahren der Zerfall Jugoslawiens begonnen hatte, versuchte die neu entstandene Russische Föderation zwischen den Kriegsparteien zu vermitteln und beklagte eine einseitig „antiserbische“ Haltung der NATO-Staaten in dem Konflikt. Russland verurteilte auch die Operation Allied Force gegen Serbien. Unter Wladimir Putin ab ca. 2000 hat Russland wieder sehr enge Beziehungen zu Serbien etabliert. Zwischen beiden Ländern bestehen zahlreiche bilaterale Abkommen und enge wirtschaftliche, politische und kulturelle Kontakte, so z. B. in Form von russischen Energielieferungen an Serbien. Nach dem Beginn der russischen Invasion der Ukraine 2022 verurteilte Serbien zwar den russischen Angriff, schloss sich allerdings nicht den Sanktionen gegen Russland an.

## Geschichte

### Vorgeschichte

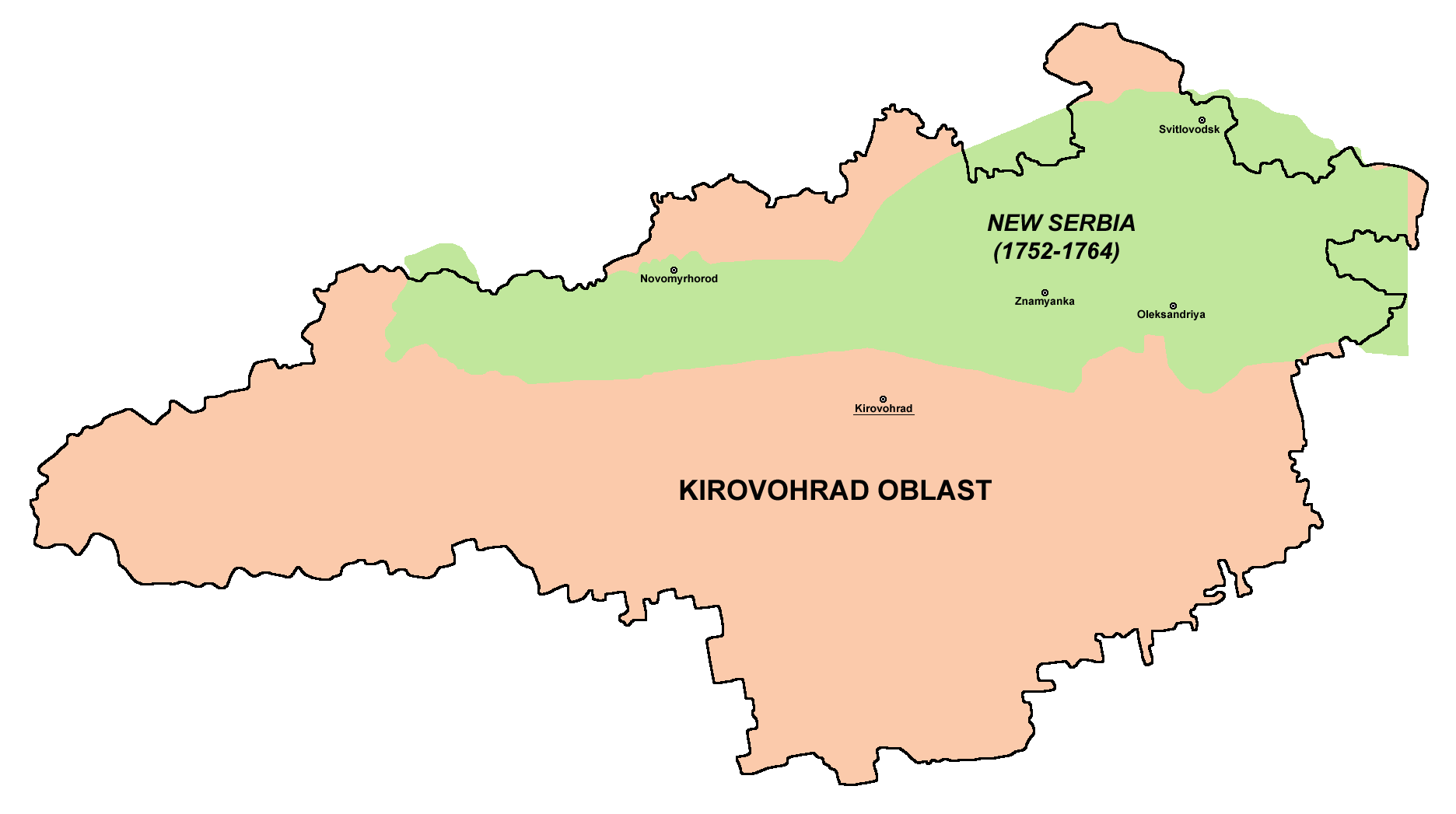
Neuserbien im Oblast Kirowohrad

Der Serbe Rastko Nemanjić (Sava I.) wurde 1191 im russisch-orthodoxen Kloster Rossikon auf dem Athosberg zum Mönch geweiht. Er gründete die Serbisch-Orthodoxe Kirche und wird heute als Apostelgleicher verehrt. Nach der osmanischen Invasion von Serbien im 14. Jahrhundert fanden serbische Flüchtlinge Zuflucht in Russland. Lazar der Serbe und Pachomius der Serbe waren einige der bekanntesten Serben des russischen Mittelalters. Auch Helena Glinskaja, die Mutter des russischen Zaren Iwan des Schrecklichen, war mütterlicherseits Serbin. Die orthodoxe Verehrung des Heiligen Sava in Russland begann im 16. Jahrhundert. Im 18. Jahrhundert ließen sich eine große Zahl orthodoxer Serben, die größtenteils aus den von der Habsburgermonarchie kontrollierten Gebieten stammten, in der russischen Militärgrenzregion Neuserbien nieder. Die meisten davon siedelten auf dem Gebiet der heutigen ukrainischen Oblast Kirowohrad) sowie in Slawenoserbien (heute hauptsächlich das Gebiet der Oblast Luhansk). Im Jahr 1764 wurden beide territorialen Einheiten als Teil von Neurussland in den russischen Staat eingegliedert. Im 18. Jahrhundert erhofften sich die orthodoxen Serben Hilfe von den russischen Zaren sowohl gegen die muslimischen Osmanen als auch gegen die katholischen Habsburger. Mit dem Friede von Küçük Kaynarca von 1774 wurde Russland zum Protektor der orthodoxen Bevölkerung des Osmanischen Reiches. Das russische Verhältnis zu den Serben sollten danach eine große Rolle für den russisch-türkischen Wettbewerb auf dem Balkan spielen.

### 1800–1918

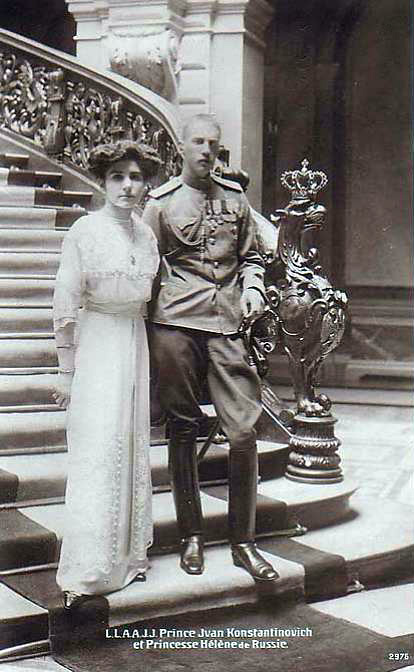
Prinzessin Elena von Serbien (aus dem Haus Karađorđević) und Prinz Iwan Konstantinowitsch Romanow (aus dem Haus Romanow)

Während des Ersten Serbischen Aufstands reiste Erzpriester Matija Nenadović 1804 im Geheimen nach St. Petersburg um Hilfe bei den Russen zu ersuchen. Nachdem sich das Osmanische Reich Ende 1806 mit Napoleon verbündet hatte und von Russland und Großbritannien angegriffen wurde, war es bereit, die Forderungen der serbischen Rebellen unter Karađorđe zu erfüllen. Der russische Repräsentant in Serbien, Konstantin Rodofinikin, schlug zunächst vor, Serbien zu einem Protektorat des Russischen Reiches zu machen und russische Garnisonen in Serbien zu stationieren sowie einen hohen Repräsentanten einzusetzen, der die Angelegenheiten des Landes überwachen sollte. Karađorđe lehnte den Vorschlag mit der Begründung ab, dass Serbien dadurch zu einer russischen Provinz werden würde. Die Serben akzeptierten das russische Angebot der Autonomie unter den Osmanen (wie im „Frieden von Ičko“ festgelegt) und schlossen im Juli 1807 ein Bündnis mit dem Russischen Reich. Nach dem Frieden von Bukarest (1812) wurde Serbien allerdings wieder von den Osmanen besetzt. Der Zweite Serbische Aufstand (1815–1817) erreichte erneut die serbische Autonomie innerhalb des Osmanischen Reiches, die durch die russisch-türkische Akkerman-Konvention und den Vertrag von Adrianopel international anerkannt wurde. Serbien wurde damit unter russischen Schutz gestellt.
Im Juni 1876 erklärte Serbien zusammen mit dem Fürstentum Montenegro seine Unabhängigkeit und den Krieg gegen das Osmanische Reich. Der Krieg endete schließlich (auch dank russischer Unterstützung) mit einem serbischen Sieg gegen die Osmanen im März 1878. Durch den Frieden von San Stefano und später dem Berliner Kongress erhielt Serbien seine Unabhängigkeit. Unter dem Einfluss des österreichisch-ungarischen Diplomaten Gyula Andrássy überließ Russland bei den Verhandlungen in Berlin Serbien allerdings dem Einflussbereich von Österreich-Ungarn und wendete sich stattdessen dem Fürstentum Bulgarien als Verbündetem zu, was für Bestürzung in Belgrad sorgte. Unter dem Einfluss des Panslawismus und der Gründung der Radikalen Volkspartei durch Nikola Pašić 1881, welche Serbien vom österreichischen Einfluss lösen wollte, nahmen die Spannungen zwischen Serbien und Österreich-Ungarn zu. Die serbischen Bestrebungen zur Schaffung eines südslawischen Staates (Jugoslawismus im Gegensatz zum Austroslawismus) weckten in Österreich-Ungarn Befürchtungen. Auf der anderen Seite wurde Russland zunehmend unzufrieden mit Bulgarien, wo die Herrscher der deutschen Dynastien, Alexander von Battenberg und ab 1887 Ferdinand I., eine Politik verfolgten, die Russland missfiel. Der Besuch des österreichischen Kaisers Franz Joseph I. in Sankt Petersburg und seine Konferenz mit Nikolaus II. von Russland im Jahr 1897 führten zu einer geheimen Vereinbarung zwischen den beiden Reichen, den Status quo auf dem Balkan zu respektieren und aufrechtzuerhalten, was den Versuchen Österreich-Ungarns entsprach, das Entstehen eines großen slawischen Staates in der Region zu verhindern.
Der serbische König Aleksandar Obrenović wurde 1903 durch einen Staatsstreich ermordet, was das Ende der Obrenović-Dynastie und die Rückkehr des Hauses Karađorđević einleitete, welches familiäre Beziehungen zur Romanow-Dynastie unterhielt. Premierministers Nikola Pašić richtete Serbien neu auf Russland aus. Serbien wurde von Russland im Schweinekrieg (1906–1908) mit Österreich-Ungarn unterstützt. Während der Bosnienkrise von 1908 hielt sich Russland dagegen zurück. Obwohl Russland und Serbien nicht formell verbündet waren, bemühte sich Russland offen um politischen und religiösen Einfluss in Serbien. Nach der Ermordung des österreichischen Erzherzogs Franz Ferdinand 1914 in Sarajevo durch den bosnisch-serbischen Nationalisten Gavrilo Princip kam es zur Julikrise und zur Kriegserklärung von Österreich-Ungarn gegenüber Serbien. Russland mobilisierte Ende Juli seine Streitkräfte zur Verteidigung Serbiens, aber auch um seine Position auf dem Balkan zu verteidigen. Dies veranlasste das mit Österreich verbündete Deutsche Reich, Russland am 1. August den Krieg zu erklären, wodurch der lokale Konflikt schließlich zum Ersten Weltkrieg wurde. Der Krieg führte zum Sturz der russischen Zaren 1917 und der Gründung von Jugoslawien 1918 als Königreich der Serben, Kroaten und Slowenen.

### Sowjetisch-jugoslawische Beziehungen

#### Sowjetunion und das Königreich Jugoslawien in der Zwischenkriegszeit

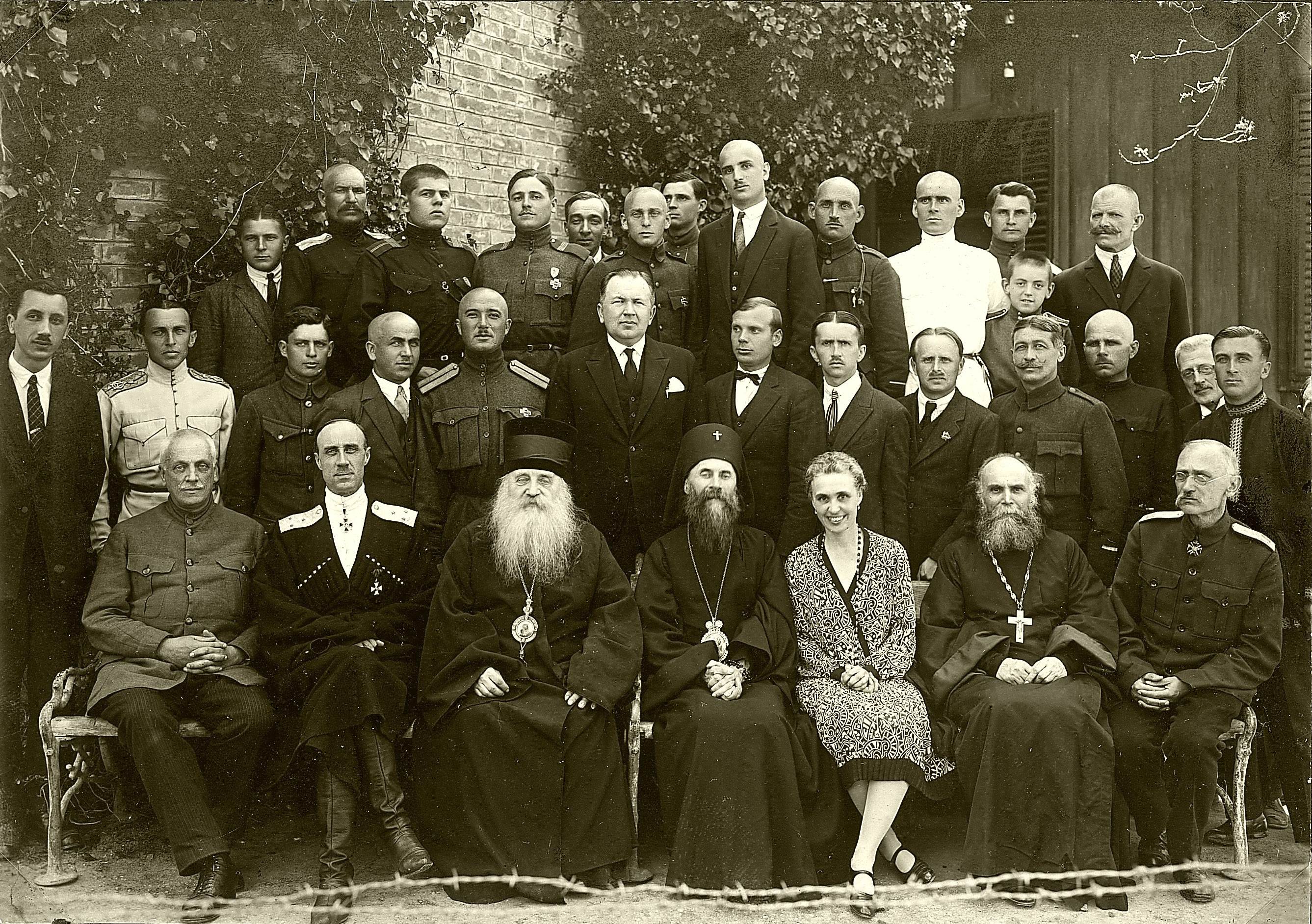
Russische Exilanten in Belgrad (1927)

Wenige Monate nach der Russischen Revolution im November 1917 kam es zum Russischen Bürgerkrieg, in dem eine kleine Anzahl von Söldnern aus Jugoslawien sowohl für die Weißen als auch für die Bolschewiki kämpfte. Nachdem der Bürgerkrieg 1922 mit einem Sieg der Bolschewiki geendet hatte, waren die Beziehungen zwischen dem Königreich Jugoslawien und der Sowjetunion eisig. Jugoslawien nahm zehntausende antibolschewistische Flüchtlinge auf, darunter Pjotr Nikolajewitsch Wrangel, der hier die Russische All-Militärische Union gründete. Das Königreich Jugoslawien wurde zur Heimat von 40.000 Exilanten, die dem alten Russischen Reich die Treue hielten. 1921 zog die Führung der Russischen Exilkirche auf Einladung des serbischen Patriarchen nach Serbien und gründete im September 1922 in Karlowitz (bis 1920 Sitz des abgeschafften Patriarchats von Karlowitz) eine de facto unabhängige kirchliche Verwaltung, die einige Jahre später zur Russischen Orthodoxen Kirche im Ausland (ROKA) wurde. Der große Einfluss der russischen Exilanten in Belgrad verhinderte in Folge eine Aufnahme diplomatischer Beziehungen mit dem Sowjetregime. Dieses versuchte Jugoslawien mit seinen Geheimagenten zu infiltrieren. 1938 unterstützten die Sowjets einen geplanten Staatsstreich, um die mit Edvard Beneš, dem Präsidenten der Tschechoslowakei, verfeindete Regierung von Milan Stojadinović abzusetzen und ein antideutsches Militärregime zu errichten. Der sowjetische Geheimdienstoffizier Pjotr Subow erhielt 200.000 Dollar in bar für die serbischen Militäroffiziere, die von den Tschechoslowaken für den Staatsstreich ausgewählt worden waren. Der Plan scheiterte, da Subow, nachdem er die serbischen Offiziere als ungeeignet für die Operation beurteilt hatte, die Vorauszahlung verweigerte.
Zahlreiche Kommunisten aus Jugoslawien, welche von der jugoslawischen Monarchie verfolgt wurden, unterhielten Kontakte in die Sowjetunion. 1937 ließ Josef Stalin den Generalsekretär des Bundes der Kommunisten Jugoslawiens, Milan Gorkić, während der Großen Säuberung in Moskau exekutieren.

#### Zweiter Weltkrieg

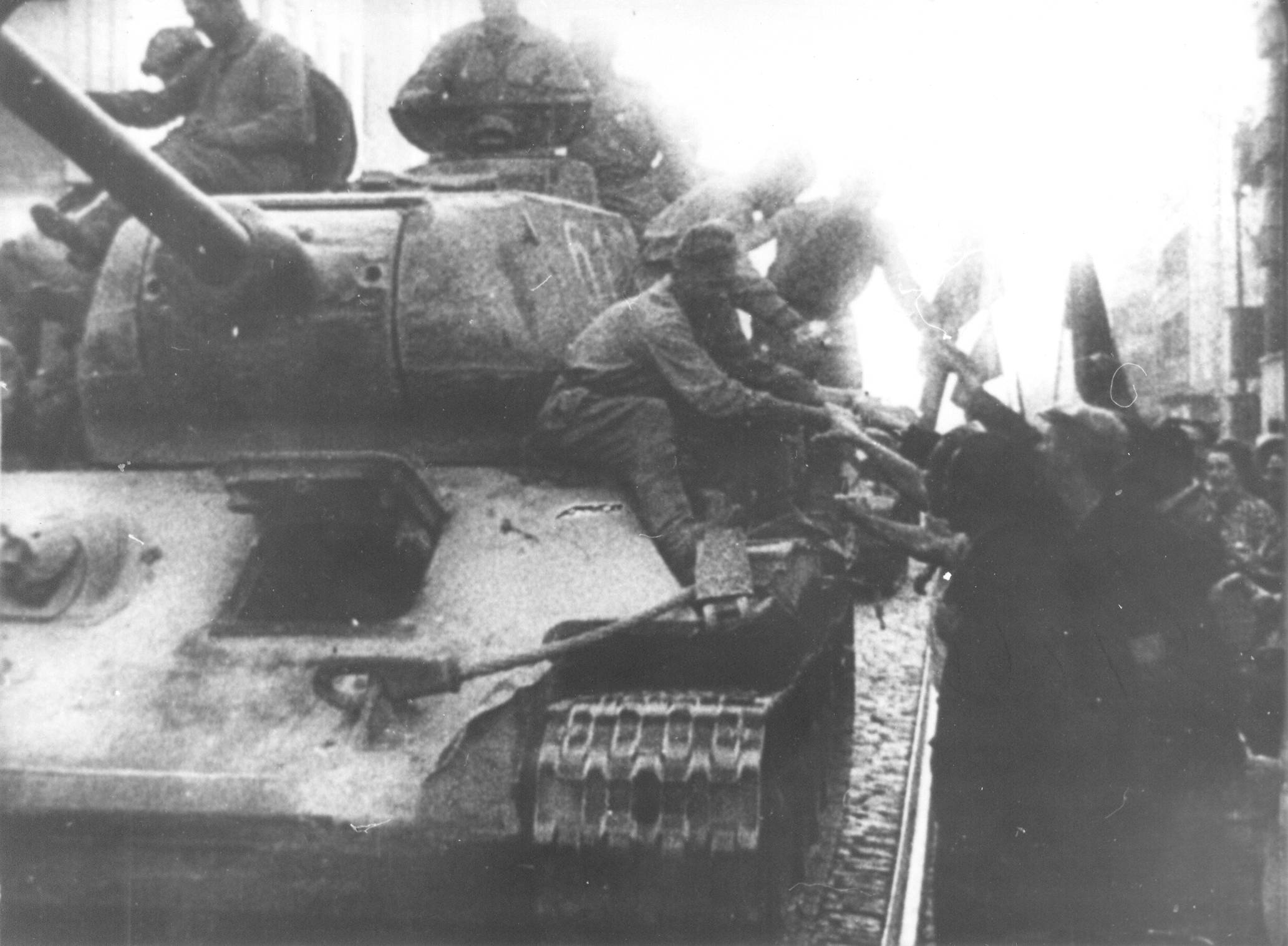
Die Rote Armee in Belgrad (1944)

Diplomatische Beziehungen zwischen Jugoslawien und der Sowjetunion wurden erst im Juni 1940 nach dem Beginn des Zweiten Weltkriegs aufgenommen. Der Staatsstreich vom März 1941 gegen die pro-deutsche Regierung Jugoslawiens wurde zwar in erster Linie von der britischen Regierung unterstützt, aber auch von den sowjetischen Geheimdiensten GRU und NKVD, die auf Anweisung Stalins die strategische Position der UdSSR auf dem Balkan stärken sollten. Am 5. April 1941 unterzeichneten die neue Regierung Jugoslawiens und die UdSSR den Vertrag über Freundschaft und Nichtangriff, der die Parteien aber nicht zu militärischem Beistand im Falle eines Angriffs verpflichtete. Nach Aussage des sowjetischen Generals Pawel Sudoplatow war die sowjetische Führung von der sofortigen Niederlage Jugoslawiens im April 1941 schockiert, nachdem Hitler auf den Putsch mit der Eroberung Jugoslawiens reagiert hatte. Nach dem Angriff Deutschlands auf die Sowjetunion am 22. Juni 1941 begann die UdSSR die kommunistischen Partisanen in Jugoslawien zu unterstützen. Ab Herbst 1944 nahmen reguläre Truppen der Roten Armee in Zusammenarbeit mit den Partisanen direkt an den Kämpfen teil, insbesondere in den Gebieten des heutigen Serbiens. Die wichtigste dieser Schlachten, in denen sowjetische Soldaten auf serbischem Gebiet kämpften, war die Belgrader Operation. Nach dem Ende des Krieges im Mai 1945 durfte König Peter II. nicht nach Jugoslawien zurückkehren. Es wurde stattdessen unter dem Einfluss der Sowjets die Sozialistische Föderative Republik Jugoslawien (SFRJ) unter Führung von Josip Broz Tito etabliert, der Anfangs Stalin noch treu ergeben war. Bereits am 11. April 1945 schloss die UdSSR einen Freundschaftsvertrag mit Josip Tito, der die Unterschrift im Namen des Regentenrats von Jugoslawien leistete.

#### Kalter Krieg

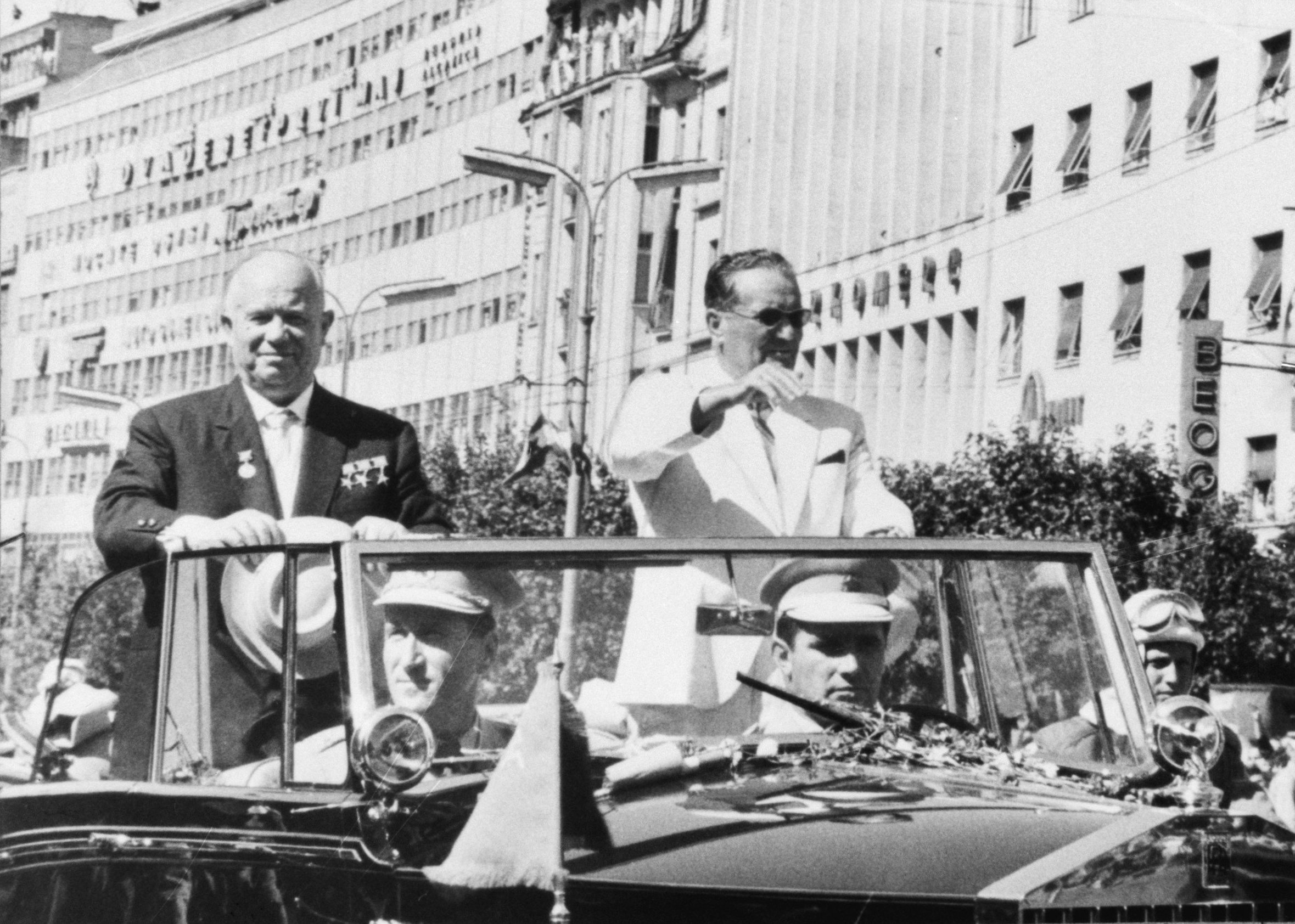
Nikita Chruschtschow und Josip Broz Tito (1963)

Nach dem Ende des Zweiten Weltkrieges kam es zu Konflikten zwischen Stalin und Tito wie z. B. hinsichtlich Jugoslawiens Gebietsansprüchen auf das italienische Freie Territorium Triest und den von Kärntner Slowenen bewohnten Teil Österreichs in Kärnten. Titos Bestreben, eine führende Rolle in der gesamten Balkanregion zu spielen, sowie über Stalins Zögern, den griechischen Kommunisten im griechischen Bürgerkrieg, die von Jugoslawien, Bulgarien und Albanien aktiv unterstützt wurden, entschieden zu helfen. Tito nahm auch Gelder des US-amerikanischen Marshallplan und ging gegen sowjetische Spione vor. Im Jahre 1948 kam es zum endgültig Bruch und die Kommunistische Partei Jugoslawiens wurde von Stalin aus dem Kominform ausgeschlossen. Durch den Ausschluss wurde Jugoslawien faktisch aus der Vereinigung sozialistischer Staaten verbannt, während andere sozialistische Staaten Osteuropas auf Druck Stalins in der Folgezeit Säuberungsaktionen gegen angebliche „Titoisten“ durchführten, welche von der sowjetischen Linie abwichen. Stalin nahm die Angelegenheit persönlich und versuchte mehrmals erfolglos, Tito ermorden zu lassen. Im folgenden Jahr eskalierte die Krise beinahe zu einem bewaffneten Konflikt, als sich ungarische und sowjetische Streitkräfte an der jugoslawischen Nordgrenze sammelten. Stalin bezeichnete Tito offen als „Feind“ und am 19. November 1949 nahm die Kominform eine weitere Entschließung zur Kommunistischen Partei Jugoslawiens an, in der es hieß, dass die KPJ von einer Gruppe von „Mördern und Spionen“ übernommen worden sei, und erklärte, dass der Kampf gegen die „Tito-Bande“ die Pflicht aller Kommunisten und Arbeiterparteien sei.
Nach Stalins Tod kam es zu einer Normalisierung der Beziehungen, die durch die Unterzeichnung der Belgrader Erklärung im Juni 1955 eingeläutet wurde, in der die Politik Stalins gegenüber Jugoslawien ausdrücklich zurückgenommen wurde. Dennoch trat die SFRJ nie dem von der UdSSR geführten politischen und militärischen Block der sozialistischen Länder bei und war ab 1961 eines der führenden Mitglieder der Bewegung der Blockfreien Staaten, einer Gruppierung von Ländern, die sich im Kalten Krieg neutral verhalten wollten. Jugoslawien verurteilte auch die Niederschlagung des Ungarischen Volksaufstands (1956) und des Prager Frühlings (1968). Die Erlaubnis der jugoslawischen Regierung für die sowjetische Luftwaffe, das Land zu überfliegen, ermöglichte es der Sowjetunion jedoch, zwischen dem Sechs-Tage-Krieg und dem Jom-Kippur-Krieg Berater, Waffen und Truppen nach Ägypten zu schicken. Zwischen der Sowjetunion und Jugoslawien entwickelten sich auch enge kulturelle und wirtschaftliche Beziehungen.

### Serbisch-russische Beziehungen nach 1990
Der Zerfall Jugoslawiens und die Auflösung der Sowjetunion fanden fast zeitgleich statt. Als die Jugoslawienkriege begannen, versuchte Russland zwischen Serbien und den anderen Landesteilen zu vermitteln, als sich die Ethnien auf dem Balkan in zahlreichen Territorialkonflikten bekriegten. 1992 unterstützte die Russische Föderation unter Präsident Boris Jelzin gemeinsam mit den westlichen Staaten Wirtschaftssanktionen gegen Belgrad. Gleichzeitig versuchte Russland auch unter dem innenpolitischen Druck von nationalistischen Politikern wie Wladimir Schirinowski eine westliche Militärintervention zu vermeiden und sich für die Interessen der Serben einzusetzen, welche als alte Verbündete angesehen wurden. Bei der Aushandlung des Dayton-Abkommen, das 1995 den Bosnienkrieg beendete, spielte Russland eine eher untergeordnete Rolle. 1998 begann der Kosovo-Krieg, dem der Abbruch der Beziehungen zwischen Jugoslawien (noch bestehend aus Serbien, Kosovo und Montenegro) mit dem Westen und die Bombardierung Jugoslawiens durch die NATO folgten, die von Russland scharf verurteilt wurde. Im März 1999 bezeichnete der russische Präsident Boris Jelzin das militärische Vorgehen der NATO gegen Restjugoslawien als „offene Aggression“. Die Ereignisse sorgten für anhaltende Verstimmungen zwischen Russland und dem Westen und gaben nationalistischen Gefühlen in Russland Auftrieb. Freiwillige und Söldner aus Russland sollen sich in großer Zahl in den Kosovo begeben haben, um die UÇK zu bekämpfen. Borislav Milošević, der Bruder von Slobodan Milošević und damalige jugoslawische Botschafter in Moskau, schlug vor, dass die Bundesrepublik Jugoslawien dem Unionsstaat beitreten könnte, der aus Belarus und Russland besteht.

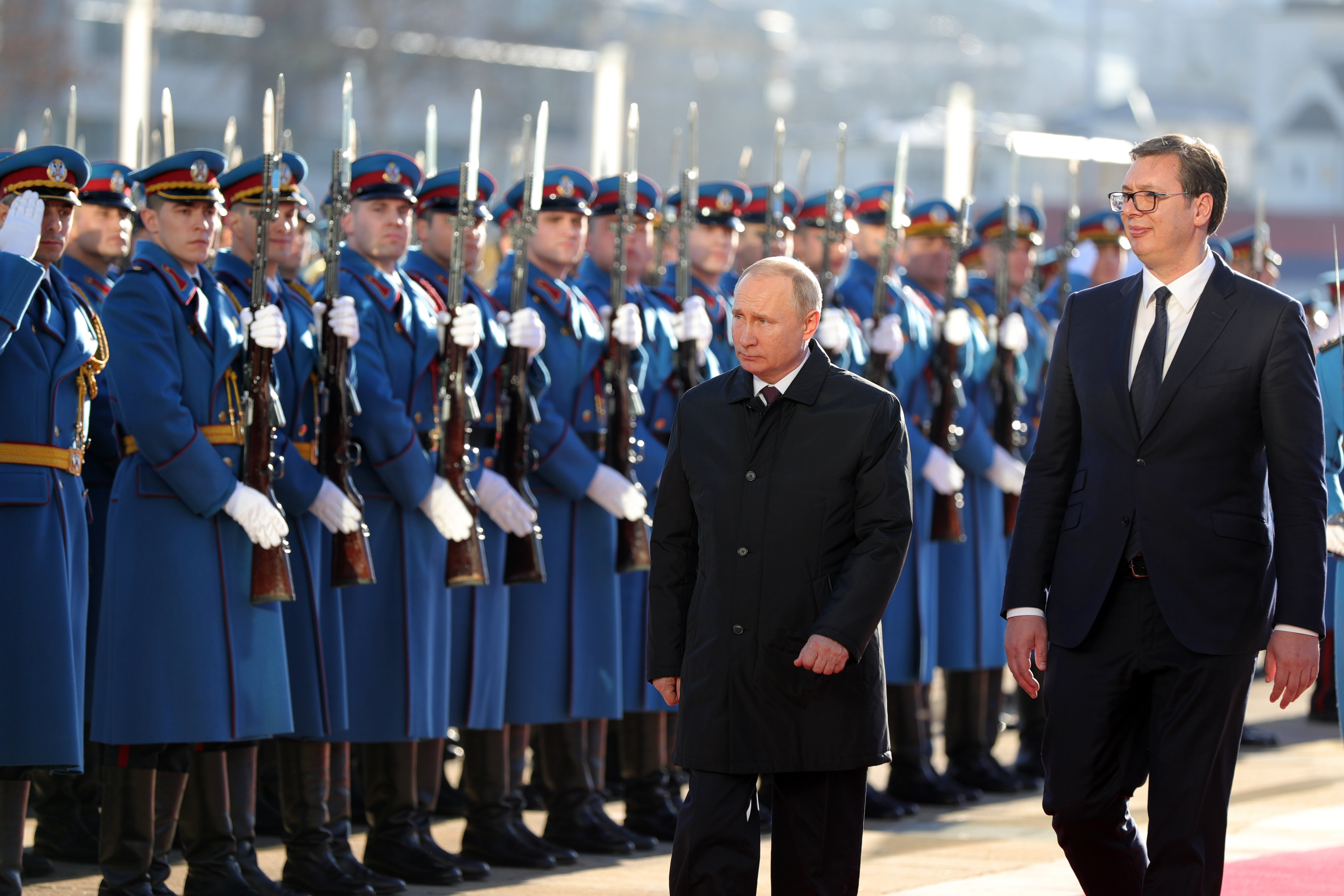
Wladimir Putin und Aleksandar Vučić in Belgrad (2019)

Nachdem Wladimir Putin Anfang 2000, Monate nach der Bombardierung Jugoslawiens durch die NATO, Präsident Russlands wurde, begannen die Beziehungen zwischen den beiden Ländern weiter an Dynamik zu gewinnen. Nach dem Sturz von Slobodan Milošević stattete der neue jugoslawische Präsident Vojislav Koštunica Putin im Oktober 2000 einen Besuch ab. In den 2000er Jahren behielt Serbien seine traditionell freundschaftlichen Beziehungen zu Russland bei, wobei es sich gleichzeitig der EU und der NATO annäherte. Nach der Unabhängigkeitserklärung des Kosovo 2008 verhinderte Russland mit seinem Veto im UN-Sicherheitsrat die internationale Anerkennung des Kosovos. Im Gegenzug schloss sich Serbien 2014 nicht den Sanktionen gegen Russland nach der Russischem Annexion der Krim an. In der Amtszeit von Aleksandar Vučić als Präsident Serbiens haben sich die Beziehungen zu Russland ab 2017 weiter vertieft. Vučić, ein ehemaliges Mitglied der ultranationalistischen Serbischen Radikale Partei und vormaliger Informationsminister unter Milošević, orientierte Serbiens außenpolitische Beziehungen hin zu China und Russland und weg vom Westen. Im November 2019 wurden die Beziehungen allerdings belastet, als serbische Sicherheitsdienste Aktivitäten russischer Geheimdienstmitarbeiter aufdeckten, die sich mit serbischen Armeeangehörigen trafen und ihnen Geld übergaben.

#### Seit der russischen Invasion der Ukraine 2022
Am 25. Februar 2022 verurteilte Serbiens Präsident Aleksandar Vučić den russischen Angriff auf die Ukraine, kündigte aber an, dass Serbien keine Sanktionen gegen Russland erheben werde. In Serbien organisierten nationalistische Gruppen Demonstrationen zur Unterstützung Russland, wobei es auch zu proukrainischen Gegendemonstrationen kam. Im März 2022 stimmte Serbien für die Resolution ES-11/1 der UN-Generalversammlung, in der der Einmarsch Russlands in die Ukraine verurteilt wurde. Im April stimmte Serbien für den Ausschluss Russlands aus dem UN-Menschenrechtsrat. Nach der Verkündung der Mobilmachung in Russland im September 2022 war Serbien ein bevorzugtes Ziel von russischen Flüchtlingen, welche sich der Einberufung in das russische Militär entziehen wollten. Die serbische Regierung arbeitete trotz der öffentlichen Distanzierung zu Moskau weiter eng mit Moskau zusammen und ließ eingereiste russische Oppositionelle ausweisen.

## Wirtschaftsbeziehungen
Der bilaterale Handel zwischen Russland und Serbien lag im Jahr 2022 bei 4,2 Milliarden US-Dollar. Für Serbien ist Russland der viertgrößte Handelspartner hinter Deutschland, Ungarn und der Volksrepublik China. Bei seiner Erdgasversorgung ist Serbien zu 90 % auf Russland angewiesen. Im Januar 2008 wurde ein wichtiges Abkommen zwischen Moskau und Belgrad geschlossen, das bis Ende des Jahres die Übertragung von 51 Prozent des serbischen Öl- und Gasunternehmens Naftna Industrija Srbije (NIS) an die russische Gazprom Neft (eine Tochtergesellschaft von Gazprom) im Austausch für 400 Millionen Euro und 550 Millionen Euro an Investitionen vorsah; später erhöhte Gazprom seinen Anteil an NIS auf 56,5 Prozent. Im Dezember 2017 hob Russland die Auflage für Serbien auf, sein Gas nur auf dem Inlandsmarkt zu verbrauchen, und erlaubte Serbien damit, Gas an Drittstaaten weiterzuexportieren.

## Militärische Beziehungen

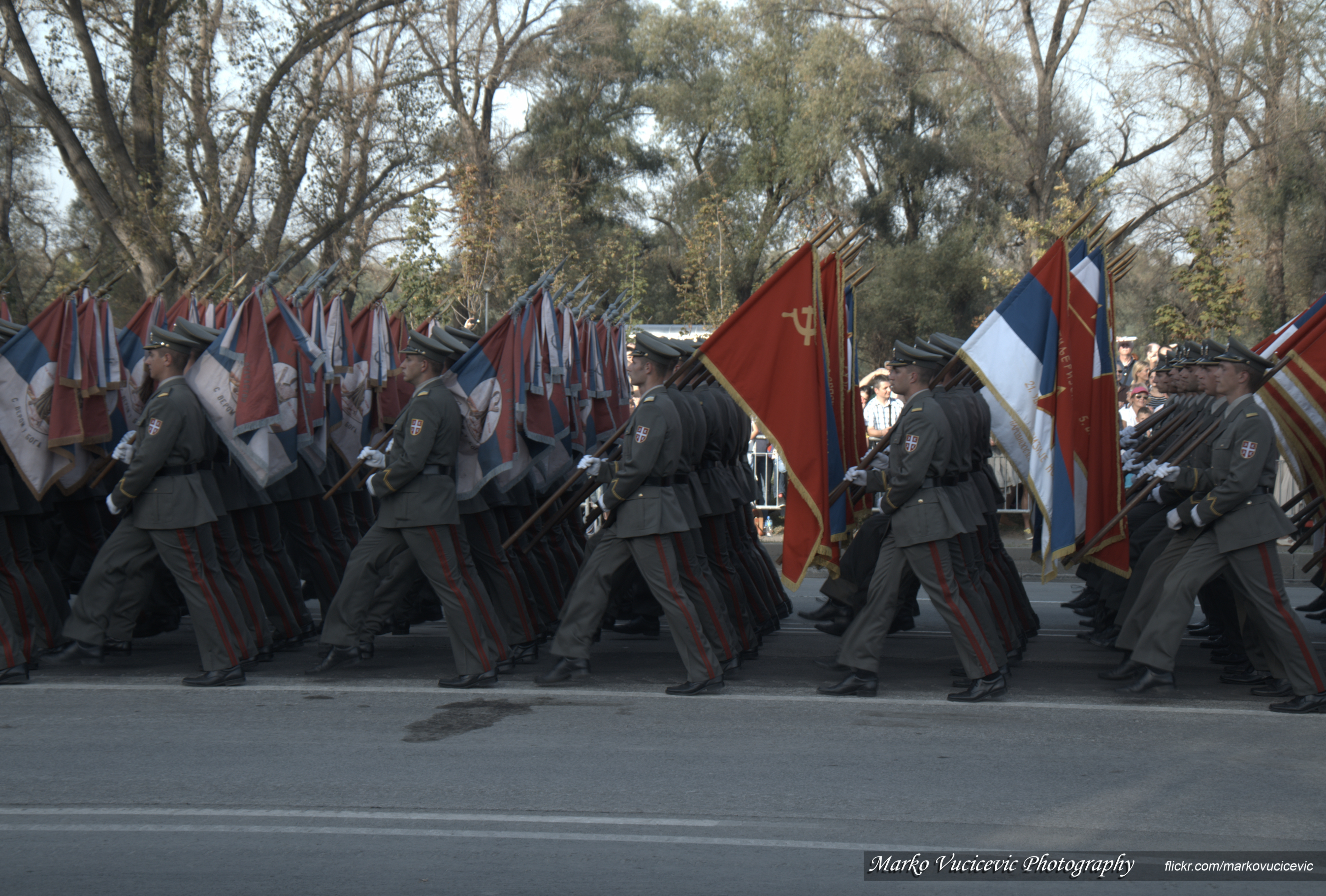
Serbisch-russische Militärparade (2014)

Die serbischen Streitkräfte und die serbische Rüstungsindustrie sind seit der jugoslawischen Zeit von sowjetischer bzw. russischer Technologie abhängig. Noch kurz vor Ende der Sowjetunion wurden zahlreiche Waffen an Belgrad geliefert, die später eine wichtige Rolle im Jugoslawienkrieg spielen sollten. Zwischen den Streitkräften beider Länder bestehen bis heute enge Beziehungen, mit gemeinsamen Paraden und Übungen. Serbien nimmt regelmäßig an russisch-belarussisch-serbischen Militärübungen unter dem Namen „Slawische Bruderschaft“ teil.
In den letzten Jahren hat sich die militärische Zusammenarbeit zwischen Serbien und Russland weiter verstärkt. Im Dezember 2016 unterzeichneten die beiden Länder ein Abkommen über militärisch-technische Unterstützung, in dessen Rahmen Serbien sechs Kampfflugzeuge des Typs Mikojan MiG-29, 30 modernisierte Kampfpanzer des Typs T-72 und 30 gepanzerte Fahrzeuge des Typs BRDM-2 als Geschenk erhielt. Seit 2020 hat Serbien trotz drohenden US-Sanktionen mehrere russische Militärgüter wie das Luftabwehrsystem Pantsir-S1 und die Panzerabwehrraketen 9M133 Kornet gekauft.
Serbien kooperiert trotz der engen Beziehungen zu Russland allerdings auch mit der NATO. Seit 2015 nimmt Serbien als Teil eines Individual Partnership Action Plan regelmäßig an NATO-Militärmanövern teil und war 2018 Gastgeber einer gemeinsamen Zivilschutzübung mit der NATO. Ein Beitritt zur NATO wurde allerdings 2018 von über 80 Prozent der serbischen Bevölkerung abgelehnt.

## Kulturbeziehungen

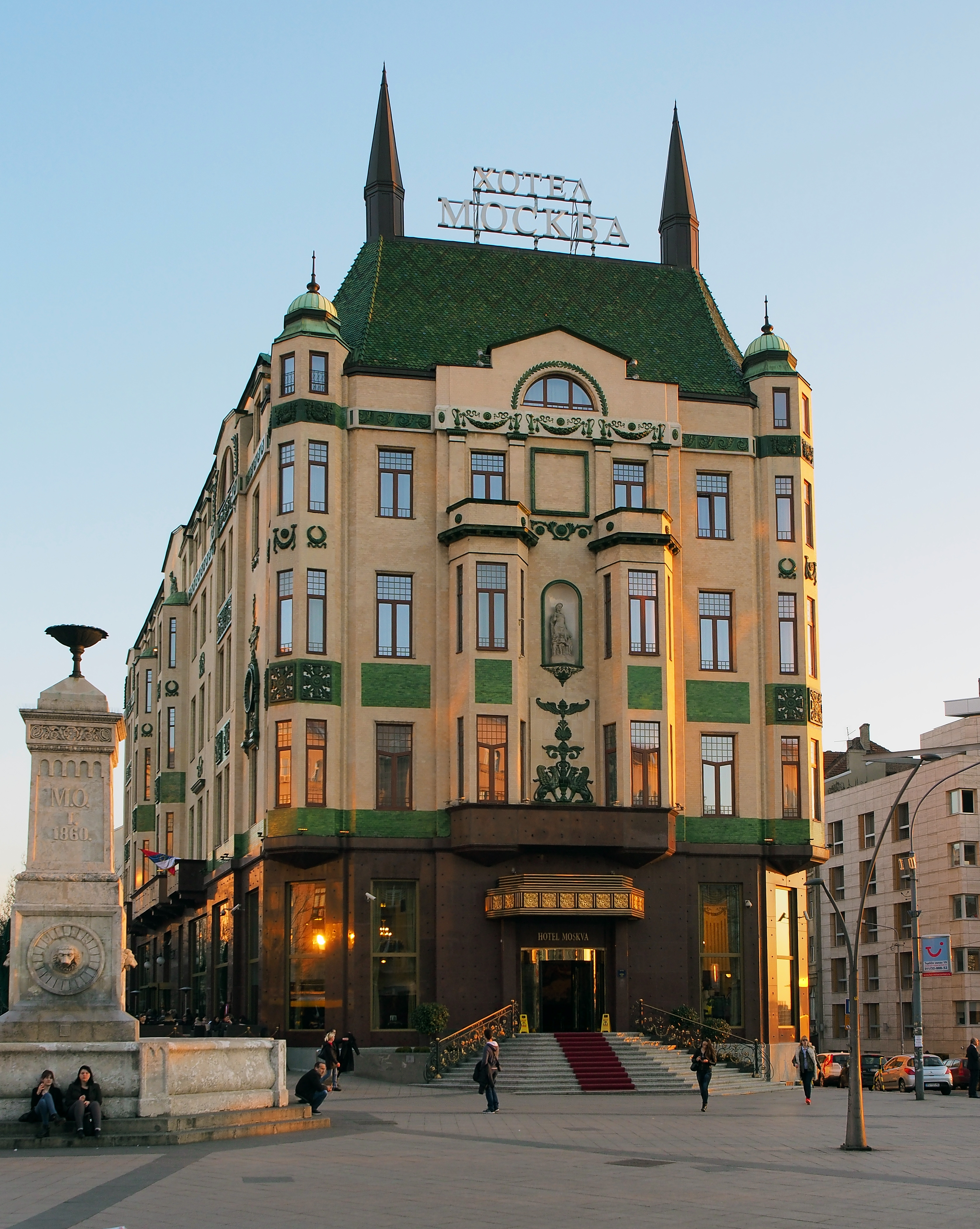
Hotel Moskva in Belgrad

Die engen Kulturbeziehungen beider Staaten beruhen auf der langen gemeinsamen Geschichte und Ähnlichkeiten bei Kultur, Schriftsystem und Religion. Eine besondere Brücke bildete das orthodoxe Christentum mit gemeinsamen orthodoxen Riten, Heiligen und Festen sowie die jahrhundertealten Beziehung zwischen der Serbisch-Orthodoxen und der Russisch-Orthodoxen Kirche. Diese Gemeinsamkeit bildete auch die Basis für die spätere politische Allianz beider Länder, wobei häufig die „Bruderschaft“ von Serben und Russen, mit Russland als „Beschützer“ Serbiens betont wurde. Besonders seit dem Ende des Kommunismus werden diese gemeinsamen Wurzeln wieder häufiger betont, als sich Slobodan Milošević zur Russki Mir hinwendete. Russophilie ist in Serbien weit verbreitet und knapp zwei Drittel der Serben sahen Russland 2023 als ihren „größten Freund“ an.
Seit 2022 hat sich die russische Präsenz in Serbien mit der Emigration von knapp 200.000 russischen Migranten deutlich verstärkt.

## Diplomatische Standorte
- Russland hat eine Botschaft in Belgrad.
- Serbien hat eine Botschaft in Moskau.

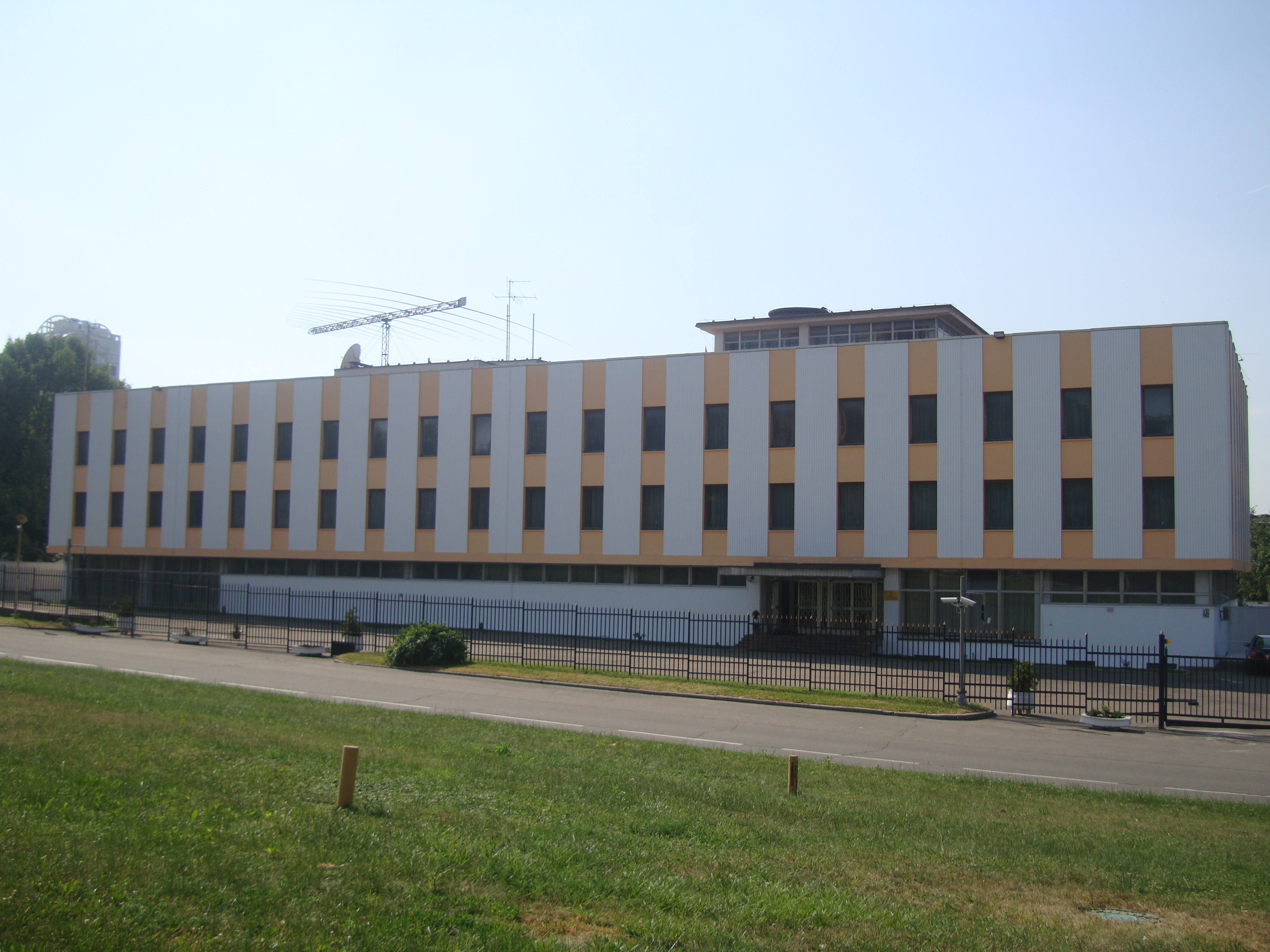
Serbische Botschaft in Moskau
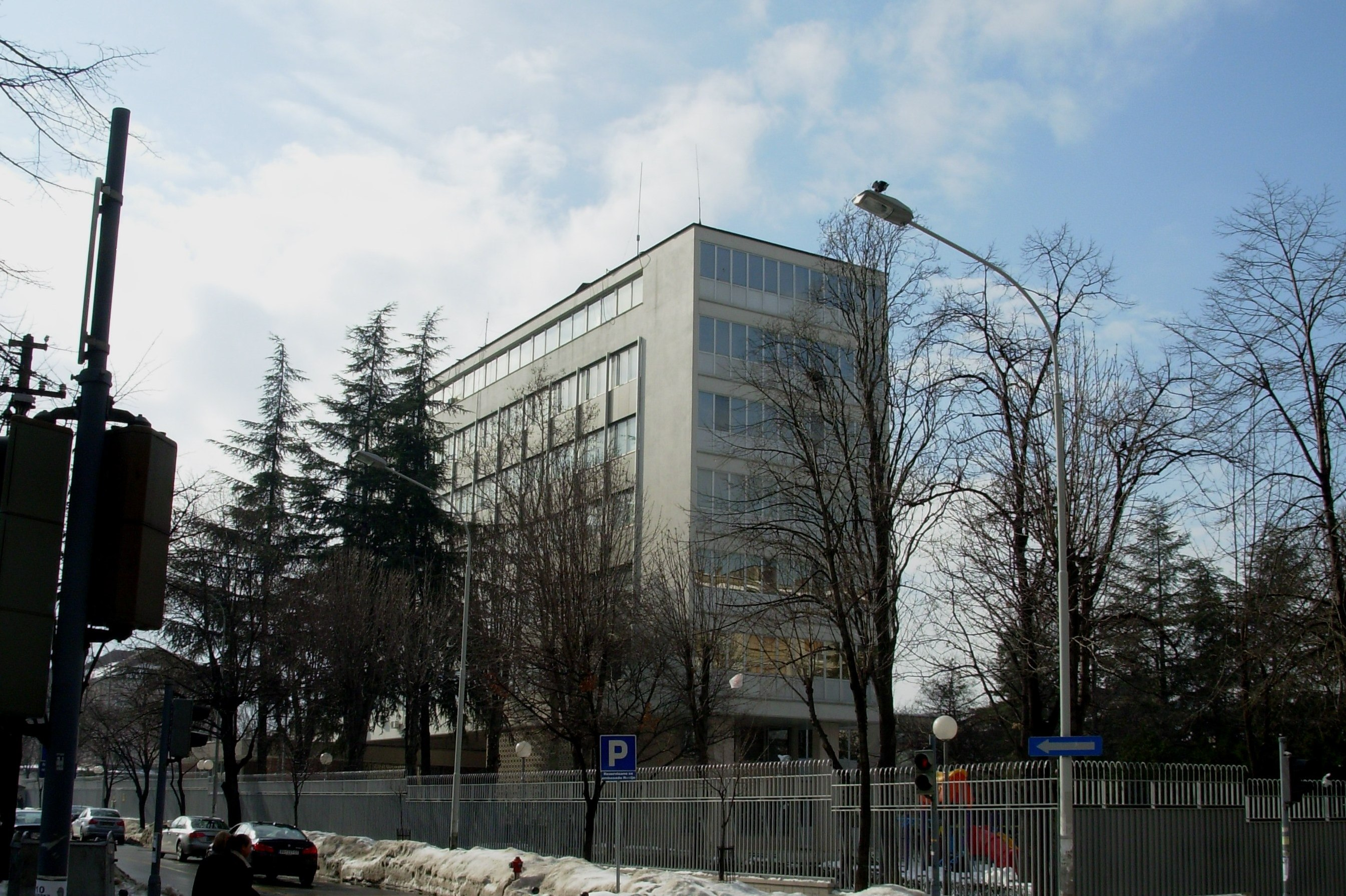
Russische Botschaft in Belgrad